# 米山村 (宮城県)
米山村（よねやまむら）は宮城県登米郡にあった村。現在の登米市南西端にあたる。なお、2005年まで存在した米山町は1957年に新設合併によって発足したもので、本村とは別の自治体である。旧村域は米山町の一部となった。

## 地理
- 河川：旧迫川

## 歴史
- 1878年（明治11年） - 同年の郡区町村編制法の施行にともない、前身の遠田郡西野村、中津山村の所属郡が登米郡に変更。
- 1889年（明治22年）4月1日 - 町村制の施行により西野村、中津山村が合併して発足。
- 1957年（昭和32年）12月25日 - 吉田村と合併して米山町が発足。同日米山村廃止。

### 以下、参考
- 2005年（平成17年）4月1日 - 米山町が登米町・豊里町・中田町・東和町・迫町・南方町・石越町および本吉郡津山町が合併して登米市が発足。

## 行政
- 歴代村長

| 代      | 氏名           | 就任                       | 退任                       | 備考 |
| ------- | -------------- | -------------------------- | -------------------------- | ---- |
| 1       | 小野寺儀右ェ門 | 1889年（明治22年）4月23日  | 1893年（明治26年）4月22日  |      |
| 2 - 3   | 菅浪至善       | 1893年（明治26年）4月25日  | 1897年（明治30年）10月17日 |      |
| 4       | 小野寺儀右ェ門 | 1897年（明治30年）11月26日 | 1901年（明治34年）6月15日  | 再任 |
| 5       | 千葉喜蔵       | 1901年（明治34年）6月27日  | 1905年（明治38年）6月26日  |      |
| 6       | 千葉弘渡       | 1905年（明治38年）7月13日  | 1907年（明治40年）2月7日   |      |
| 7 - 8   | 千葉喜蔵       | 1907年（明治40年）4月6日   | 1915年（大正4年）4月9日    | 再任 |
| 9       | 千葉忠右ェ門   | 1915年（大正4年）4月28日   | 1917年（大正6年）10月15日  |      |
| 10      | 今川彦太郎     | 1917年（大正6年）12月4日   | 1921年（大正10年）3月11日  |      |
| 11 - 12 | 渡辺惣太郎     | 1921年（大正10年）4月1日   | 1927年（昭和2年）7月28日   |      |
| 13      | 菅間弥右ェ門   | 1927年（昭和2年）8月5日    | 1929年（昭和4年）10月8日   |      |
| 14      | 千葉喜蔵       | 1929年（昭和4年）10月23日  | 1930年（昭和5年）4月21日   | 三任 |
| 15      | 村田貞治       | 1930年（昭和5年）5月24日   | 1932年（昭和7年）7月3日    |      |
| 16 - 18 | 長谷市太郎     | 1932年（昭和7年）9月7日    | 1944年（昭和19年）1月20日  |      |
| 19      | 千葉吉太夫     | 1944年（昭和19年）2月24日  | 1944年（昭和19年）6月15日  |      |
| 20      | 菅間良         | 1944年（昭和19年）6月12日  | 1946年（昭和21年）5月31日  |      |
| 21 - 22 | 千葉伝治郎     | 1946年（昭和21年）6月10日  | 1949年（昭和24年）11月15日 |      |
| 23 - 24 | 佐々木謙作     | 1950年（昭和25年）1月1日   | 1957年（昭和32年）12月24日 |      |

## 交通

### 道路
- 佐沼街道（現・国道346号）